# Conférence internationale de Rome pour la défense sociale contre les anarchistes
Pour les articles homonymes, voir Conférence de Rome.
La Conférence internationale de Rome pour la défense sociale contre les anarchistes s'est tenue du 24 novembre au 21 décembre 1898 à la suite de l'assassinat le 10 septembre 1898 d'Élisabeth de Wittelsbach, impératrice d'Autriche, par l'anarchiste Luigi Lucheni.
54 délégués représentaient 21 nations. Cette conférence marque le début de la coopération internationale des forces de police dans la surveillance et la répression des anarchistes. Interpol sera plus tard issue de la mise en commun des archives de police et des fiches de surveillance.

## Compléments